# Première Nation Tseshaht
La Première Nation Tseshaht (c̓išaaʔatḥ en nuuchahnulth) est un gouvernement de Première Nation basée sur la côte ouest de l’Île de  Vancouver en Colombie-Britannique au Canada. Elle administre les communautés autochtones nootka de Barkley Sound et Alberni Inlet. Elle fait partie du Conseil tribal nuu-chah-nulth.